# پل کولا
پل کولا (فرانسوی: Paul Colas‎؛ ۶ مهٔ ۱۸۸۰ – ۹ سپتامبر ۱۹۵۶) یک تیرانداز اهل فرانسه بود که در چهار دورهٔ المپیک تابستانی در سال‌های ۱۹۰۸، ۱۹۱۲، ۱۹۲۰ و ۱۹۲۴ شرکت کرد. او توانست در این مسابقات، چهار مدال به دست آورد که شامل دو مدال طلا، یک نقره و یک برنز بود.

## نتایج
المپیک ۱۹۰۸ لندن
| رویداد                      | امتیاز | رتبه |
| --------------------------- | ------ | ---- |
| تفنگ ۳۰۰ متر آزاد، سه وضعیت | ۷۵۹    | ۲۵   |
| تفنگ کالیبر کوچک تیمی       | ۱۸۹    | برنز |
| تفنگ آزاد ۱۰۰۰ یارد         | ۸۲     | ۲۸   |

المپیک ۱۹۱۲ استکهلم
| رویداد                      | امتیاز | رتبه |
| --------------------------- | ------ | ---- |
| تفنگ ۳۰۰ متر آزاد، سه وضعیت | ۹۸۷    | طلا  |
| تفنگ آزاد ۳۰۰ متر تیمی      | ۱۰۰۴   | ۴    |
| تفنگ نظامی تیمی             | ۲۶۲    | ۵    |
| تفنگ نظامی ۳۰۰ متر سه وضعیت | ۸۶     | ۲۲   |
| تفنگ آزاد ۶۰۰ متر           | ۹۴+۹۱  | طلا  |

المپیک ۱۹۲۰ آنتورپ
| رویداد                      | امتیاز | رتبه   |
| --------------------------- | ------ | ------ |
| تفنگ آزاد تیمی              | ۹۶۵    | ۷      |
| تفنگ آزاد ۳۰۰ متر، سه وضعیت | ۸۹۳    | بی‌رتبه |

المپیک ۱۹۲۴ پاریس
| رویداد         | امتیاز | رتبه |
| -------------- | ------ | ---- |
| تفنگ آزاد تیمی | ۱۶۵    | نقره |